# Annemette Hommel
Annemette Hommel (født 1967) er en dansk militær person. Hun er uddannet sprogofficer og aktuelt tjenstgørende i det danske forsvar som officer af reserven med rang af Oberstløjtnant. Hun har bl.a. været udsendt i Irak, hvor hun fungerede som leder for de civile tolke. Hun blev dog hjemsendt fra Irak i 2005 og senere tiltalt for pligtforsømmelse ved ukorrekt behandling af irakiske fanger, sammen med en række andre personer i den såkaldte Hommelsag. Hun blev kendt delvis skyldig i Københavns Byret, men senere frikendt i Østre Landsret. I et interview med Berlingske Tidende udtalte afgående forsvarschef Jesper Helsø, at han så med stor fortrydelse på den behandling, Annemette Hommel havde fået af forsvaret. 
Annemette Hommel blev pr. 1. februar 2008 forfremmet til major af reserven ved Gardehusarregimentet i Slagelse,
Hun er datter af pensioneret oberst Leif Hommel Nielsen. 
Hun tog en matematisk-fysisk studentereksamen fra kostskolen Herlufsholm, hvorefter hun uddannede sig ved Hærens Sprogskole og blev cand.mag. i øststudier fra Københavns Universitet. Hommel taler såvel russisk, polsk, engelsk som tysk.
Leder hos KFUM-Spejderne og De grønne pigespejdere, hvor hun har erfaring fra siden 1989.
Civilt har hun været ansat i Udenrigsministeriet samt været ambassadesekretær i Wien og sekretær i Folketingets internationale sekretariat, hvor hun har arbejdet for bl.a. Forsvarsudvalget og Udenrigspolitisk Nævn.

## Hommel-sagen
Hovedartikel: Hommel-sagen.
Sagen er opkaldt efter Annemette Hommel, hvor hun sammen med fire militærpolitifolk var tiltalt for pligtforsømmelse efter den militære straffelov. Den 12. januar 2006 blev hun dømt skyldig af Københavns Byret, men 6. juli 2006 frifundet af Østre Landsret. 16. februar 2007 tilkendes hun en erstatning på 100.000 kr. for ikke at være blevet partshørt før sin hjemsendelse fra Irak. Dommen havde som præmis, at hjemsendelsen meget vel kunne være undgået, såfremt en egentlig partshøring var gennemført.